# 七尾ナナキ
七尾 ナナキ（ななお ナナキ）は、日本の漫画家。別名義はN-nanaki。

## 来歴・人物
ニコニコ静画にて、N-nanaki名義で『TIADIUM』『ACARIA』を連載。
2013年、新世紀少年サンデーコミックグランプリにて、『ADIRA』が1次選考通過作品となる。
裏サンデーの『第2回連載投稿トーナメント』に応募した『Helck』が第2位となり、プロデビューが確定。
2014年5月から小学館の裏サンデーにて『Helck』を連載。
スマホアプリマンガワンのサービス開始に伴い、マンガワン上でも『Helck』の連載が開始。
2015年、ダ・ヴィンチとniconicoが主催する「次にくるマンガ大賞」にて、『ACARIA』が本にして欲しいWebマンガ部門で8位、『Helck』がこれから売れてほしいマンガ部門で8位を受賞し、両部門受賞した唯一の漫画家となった。
2017年、Webマンガを対象にしたマンガ賞「100万人が選ぶ 本当に面白いWEBコミックはこれだ！」・オトコ編にて『Helck』が5位を受賞した。
2018年7月からマンガワンにて『ピウイ～ふしぎないきもの～』を連載。
2018年12月から裏サンデーにて『ACARIA』を加筆修正して連載。
2020年8月からマンガワンにて『異剣戦記ヴェルンディオ』を連載。

## 作品リスト

### 連載
- TIADIUM（ニコニコ静画、2012年03月13日 - 2012年04月25日）
- ACARIA（ニコニコ静画、2012年10月22日 - 次回未定、裏サンデー2018年12月5日 -2019年3月18日 、小学館）
- ADIRA（ニコニコ静画、2013年6月11日 - 次回未定）
- Helck（裏サンデー2014年5月5日 - 2017年12月4日、小学館）
- ピウイ～ふしぎないきもの～（マンガワン2018年7月16日 - 2018年9月24日、 小学館）
- 異剣戦記ヴェルンディオ（マンガワン2020年8月24日 - 連載中、 小学館）

## 外部サイト
- 基本ファンタジー - 作者ブログ
- N-nanaki - ニコニコ静画
- 裏サンデー　『Helck』
- 裏サンデー　『ピウイ　～ふしぎないきもの～』
- 裏サンデー　『ACARIA』
- 裏サンデー　『異剣戦記ヴェルンディオ』